# Acuponana horella
Acuponana horella är en insektsart som beskrevs av Delong och Freytag 1970. Acuponana horella ingår i släktet Acuponana och familjen dvärgstritar. Inga underarter finns listade i Catalogue of Life.